# Bon Jovi Live!
Bon Jovi Live! fue una minigira de conciertos de la banda de rock Bon Jovi, que se desarrolló enteramente en el continente asiático. Comenzó el 11 de septiembre de 2015 en el Estadio Gelora Bung Karno de Yakarta (Indonesia), y finalizó el 3 de octubre de 2015 en el Parque Yarkon de Tel Aviv (Israel). Fue la primera gira de la banda sin el guitarrista Richie Sambora.

## Conciertos
| Fecha                    | Ciudad         | País                   | Recinto                  | Telonero    | Asistencia | Recaudación |
| Asia                     | Asia           | Asia                   | Asia                     | Asia        | Asia       | Asia        |
| ------------------------ | -------------- | ---------------------- | ------------------------ | ----------- | ---------- | ----------- |
| 11 de septiembre de 2015 | Yakarta        | Indonesia              | Estadio Bung Karno       | Sam Tsui    | 40,000     | —           |
| 15 de septiembre de 2015 | Bangkok        | Tailandia              | Impact Arena             | —           | —          | —           |
| 19 de septiembre de 2015 | Kuala Lumpur   | Malasia                | Estadio Merdeka          | —           | —          | —           |
| 20 de septiembre de 2015 | Marina Central | Singapur               | Padang                   | —           | —          | —           |
| 22 de septiembre de 2015 | Seúl           | Corea del Sur          | Estadio Olímpico de Seúl | —           | —          | —           |
| 25 de septiembre de 2015 | Macau          | China                  | Cotai Arena              | —           | —          | —           |
| 26 de septiembre de 2015 | Macau          | China                  | Cotai Arena              | —           | —          | —           |
| 1 de octubre de 2015     | Abu Dhabi      | Emiratos Árabes Unidos | du Arena                 | —           | —          | —           |
| 3 de octubre de 2015     | Tel Aviv       | Israel                 | Parque Yarkon            | Guy & Yahel | —          | —           |

## Cancelados
| Fecha                    | Ciudad   | País   | Recinto             | Motivo |
| ------------------------ | -------- | ------ | ------------------- | --- |
| 14 de septiembre de 2015 | Shanghái | China  | Mercedes-Benz Arena | No se ha dado ninguna razón oficial. Posiblemente prohibido por las autoridades chinas debido al apoyo del Dalai Lama. |
| 17 de septiembre de 2015 | Beijing  | China  | MasterCard Center   | No se ha dado ninguna razón oficial. Posiblemente prohibido por las autoridades chinas debido al apoyo del Dalai Lama. |
| 28 de septiembre de 2015 | Taipéi   | Taiwán | Nangang Hall        | El tifón Dujuan azotó la región.                                                                                       |
| 29 de septiembre de 2015 | Taipéi   | Taiwán | Nangang Hall        | El tifón Dujuan azotó la región.                                                                                       |

## Lista de canciones
1. "That's What the Water Made Me"
2. "You Give Love a Bad Name"
3. "Raise Your Hands"
4. "Born to Be My Baby"
5. "We Weren't Born to Follow"
6. "Lost Highway"
7. "Runaway"
8. "Because We Can"
9. "We Got It Going On"
10. "It's My Life"
11. "What About Now"
12. "We Don't Run"
13. "Captain Crash & The Beauty Queen From Mars"
14. "Someday I'll Be Saturday Night"
15. "Wanted Dead or Alive"
16. "I'll Sleep When I'm Dead"
17. "Who Says You Can't Go Home"
18. "Keep the Faith"
19. "Bad Medicine"

Encore:
1. "In These Arms"
2. "Have a Nice Day"
3. "Livin' on a Prayer"

## Participantes
- Jon Bon Jovi - lead vocals, guitar, maracas
- David Bryan - keyboards, backing vocals
- Tico Torres - drums, percussion
- Phil X - lead guitar, talkbox, backing vocals
- Hugh McDonald - bass, backing vocals
- Matt O'Ree – rhythm guitar, backing vocals[4]